# Židovský hřbitov v Podbořanech
Židovský hřbitov v Podbořanech se nachází asi dva kilometry jihovýchodně od města Podbořany, při silnici II/224 směrem na Očihov. Založen byl v roce 1889 a do dnešní doby se dochovalo šest povalených náhrobků z let 1895 až 1919. Většina původních totiž byla odvezena během druhé světové války nacisty, kteří hřbitov těžce poškodili. Ve východní části areálu hřbitova se dříve nacházela márnice, z níž se dochovaly pouze zbytky obvodového zdiva. Kolem hřbitova vede obvodová zeď z červeného pískovce, která je poničená.